# Dieter Heidtmann

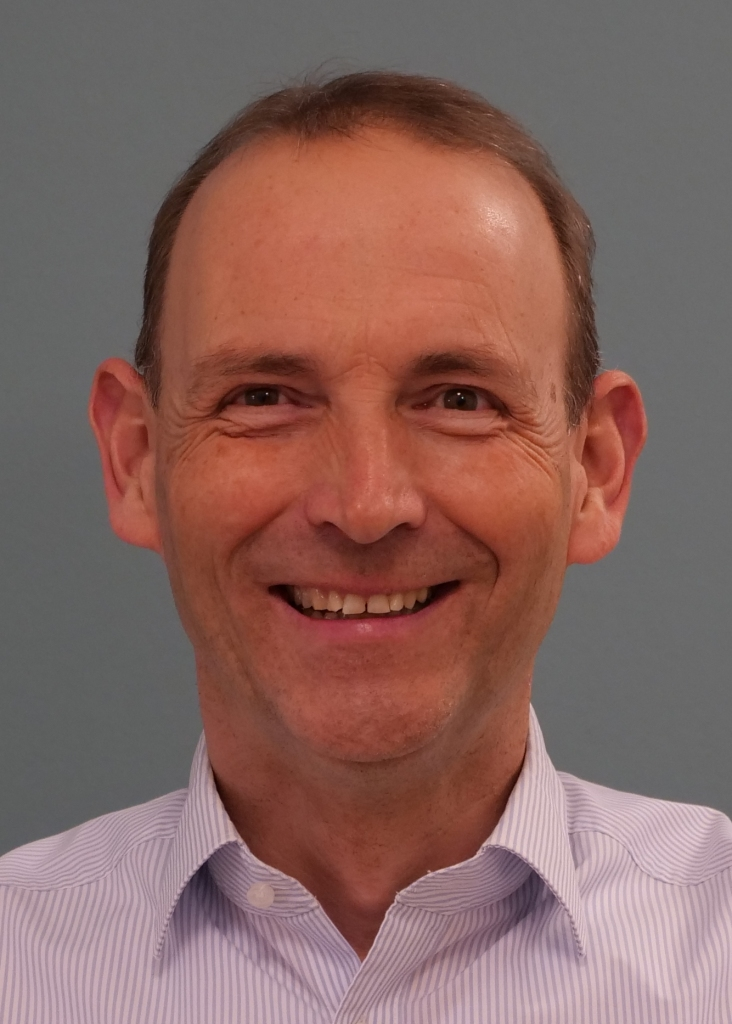
Dieter Heidtmann (2018)

Dieter Otto Karl Heidtmann (* 10. Januar 1963 in Düsseldorf) ist ein deutscher evangelischer Theologe, Pfarrer und Politikwissenschaftler.

## Leben

### Schulbildung und Studium
Dieter Heidtmann legte das Abitur am Philipp-Matthäus-Hahn-Gymnasium in Leinfelden-Echterdingen ab und studierte Evangelische Theologie, Politikwissenschaft und Geschichte in Tübingen, Bonn und Oxford (Vereinigtes Königreich). Seit 24. März 1993 hat er den Abschluss als Magister in Politikwissenschaft. Er promovierte 1997 im Fach Systematische Theologie bei Jürgen Moltmann zum Doktor der Theologie.

### Tätigkeit
Von 1992 bis 1993 arbeitete Heidtmann in der Personalvermittlung von Fachkräften für den Kirchlichen Entwicklungsdienst bei Dienste in Übersee. Im Sommersemester 1994 war er Lehrbeauftragter für Systematische Theologie und Entwicklungspolitik an der Evangelischen Fachhochschule für Sozialwesen Reutlingen. Von 1995 bis 1997 war Heidtmann Vikar in der evangelischen Kirchengemeinde Waldenbuch. Danach arbeitete er als Referent für Advocacy im Evangelischen Missionswerk in Südwestdeutschland und war einer der Regionalkoordinatoren der Erlassjahr-2000-Kampagne zur Entschuldung von Entwicklungsländern.
Von 2000 bis 2004 war Dieter Heidtmann als Gemeindepfarrer in der evangelischen Johanneskirchengemeinde in Crailsheim tätig. In den Jahren 2004 bis 2010 arbeitete er als Vertreter der Gemeinschaft Evangelischer Kirchen in Europa (GEKE) in Brüssel mit den Organisationen der Europäischen Union zusammen. 2010 bis 2015 verantwortete Dieter Heidtmann als Studienleiter den Fachbereich Wirtschaftspolitik und Wirtschaftsethik mit dem Schwerpunkt Europa an der Evangelischen Akademie Bad Boll. Von Juni 2015 an war er Leiter des Kirchlichen Dienstes in der Arbeitswelt (KDA) Baden im Evangelischen Oberkirchenrat in Karlsruhe und Studienleiter der Evangelischen Akademie Baden. Von 2012 bis 2016 war er außerdem als Lehrbeauftragter für Wirtschaftsethik an der Hochschule für Wirtschaft und Umwelt Nürtingen-Geislingen tätig.
Schwerpunkt seiner Tätigkeit in diesen Arbeitsstellen waren ethische und soziale Fragen im Dialog der Kirche mit der Wirtschaft und Gesellschaft Europas. Er betreute auch für die evangelischen Kirchen in Europa EU-Projekte wie die Dienstleistungsrichtlinie oder Strategien zur Armutsbekämpfung.
Seit April 2020 ist er Generalsekretär der Evangelischen Mission in Solidarität mit Sitz in Stuttgart.

### Politische Tätigkeit
Dieter Heidtmann war von 1989 bis 1992 Stadtrat in der Großen Kreisstadt Leinfelden-Echterdingen.
Bei der Europawahl 2019 kandidierte Dieter Heidtmann für die SPD in Südwürttemberg. Sein besonderes Anliegen ist die Gestaltung eines sozialen Europas, die Weiterentwicklung der Europäischen Union zu einer europäischen Republik und die Stärkung der EU als Wertegemeinschaft.

### Privat
Dieter Heidtmann ist seit 1994 verheiratet und hat zwei erwachsene Töchter. Er bezeichnet sich selbst als passionierten Hobby-Fußballer, leidenschaftlichen Europäer und überzeugten Bahnfahrer.

## Mitgliedschaften
Von 2000 bis 2004 sowie von 2011 bis 2017 leitete er den Förderkreis Baden-Württemberg der Ökumenischen Entwicklungsgenossenschaft Oikocredit. Heidtmann gründete 2010 das europäische CALL-Netzwerk (Church Action on Labour and Life) und war bis 2012 einer der beiden Koordinatoren des Netzwerks.
Von 2008 bis 2010 war er Mitglied der Stakeholder’s Expert Group der Europäischen Kommission zum Europäischen Jahr der Armutsbekämpfung.
Seit 2015 ist er Vorstandsmitglied der Vereinigung für Sozialethik in Mitteleuropa (Wien). Er ist Mitglied der Societas Ethica, der Gesellschaft für Evangelische Theologie und des Evangelischen Bundes.
Er ist Mitglied im Landesvorstand der Europa-Union Baden-Württemberg.

## Veröffentlichungen
- Die personelle Entwicklungszusammenarbeit der Kirchen. Lang Verlag, Frankfurt a. M. 1994, ISBN 3-631-47453-9.
- Die Engel. Grenzgestalten Gottes – Über die Notwendigkeit und Möglichkeit der christlichen Rede von den Engeln, Neukirchener Verlag, Neukirchen 2. Auflage 2005, ISBN 3-7887-1759-9.
- Wie dialogfähig sind die Kirchen gegenüber der Europäischen Union? , in: Zeitschrift für Evangelische Ethik, Gütersloh 2009, ISSN 0044-2674.
- Armutsbekämpfung in der europäischen Union, in: Armes reiches Europa : die neue Spaltung von Ost und West überwinden, Kirchlicher Herausgeberkreis Jahrbuch Gerechtigkeit, Jahrbuch Gerechtigkeit IV, Oberursel 2010, ISBN 978-3-88095-194-5.
- Europäische Sozialpolitik – Krise oder Chance zur Veränderung? in Arbeitswelten, Gütersloher Verlags-Haus, Gütersloh 2011, ISBN 978-3-579-08054-3.
- Europäische Beschäftigungspolitik in der Krise, in: Zeitschrift für Evangelische Ethik, Gütersloh 2010, ISSN 0044-2674.
- mit Michael Bünker, Frank-Dieter Fischbach (Hrsg.): Evangelisch in Europa. Sozialethische Beiträge (= Leuenberger Texte 15). Evangelische Verlagsanstalt, Leipzig 2013, ISBN 978-3-374-03307-2.
- Vom Verband Kirche Wirtschaft Arbeitswelt der EKD: Die Reformation und das soziale Zusammenleben in Europa, in: Arbeit aus Berufung – Themenheft zum Reformationsjubiläum,  Evangelischer Verband Kirche, Wirtschaft, Arbeitswelt, Hannover 2017.
- mit Sonja Grolig u. a. (Hrsg.): Mut zur Transparenz – Korruptionsbekämpfung in der kirchlichen Entwicklungszusammenarbeit, Evangelische Akademie, Tagungsband, Bad Boll 2018.
- Eine Seele für Europa – Plädoyer für eine neue europäische Leidenschaft, Manuela Kinzel Verlag, Göppingen/Dessau 2019, ISBN 978-3-95544-119-7.